# Cod civil
Codul civil este un act normativ care cuprinde cele mai importante reglementări referitoare la raporturile dintre persoanele fizice și juridice private, inclusiv statul, atunci când acesta participă la raporturi juridice în calitate de persoană privată. Numeroase țări ale lumii au un cod civil. 

## Coduri civile de pe mapamond
| Țară/Regiune     | Nume                                                                                  | Anul intrării în vigoare | Statutul actual al codului | Note |
| ---------------- | ------------------------------------------------------------------------------------- | --- | -------------------------- | --- |
| Austria          | Allgemeines bürgerliches Gesetzbuch [Codul Civil austriac]                            | 1812 | În vigoare                 | — |
| Bavaria          | Codex Maximilianeus bavaricus civilis [Codul Civil bavarez]                           | 1756 | Abrogat                    | — |
| Catalonia        | Codi Civil de Catalunya [Codul civil din Catalonia]                                   | 2002 | În vigoare                 | — |
| Chile            | Código Civil [Codul civil chilian]                                                    | Promulgare: 1855 În vigoare din: 1 ianuarie 1857                                                                                  | În vigoare                 | Elaborat în principal de Andrés Bello și folosit ca sursă de inspirație pentru codurile din Columbia, Ecuador și alte țări latino-americane |
| Egipt            | Codul civil egiptean                                                                  | 1948 | În vigoare                 | — |
| Elveția          | Zivilgesetzbuch [Codul civil elvețian]                                                | 1907 | În vigoare                 | — |
| Franța           | Code civil (Codul civil francez)                                                      | 1804 | În vigoare                 | S-a numit temporar „Codul Napoléon”, dar s-a revenit la denumirea inițială de Code civil                                                    |
| Germania         | Bürgerliches Gesetzbuch [Codul civil german]                                          | 1900 | În vigoare                 | — |
| Grecia           | Αστικός Κώδικας [Codul civil grec]                                                    | 1946 | În vigoare                 | — |
| Italia           | Codice Civile [Codul civil italian]                                                   | 1924 | În vigoare                 | — |
| Japonia          | Minpō, (民法 [Codul civil japonez]                                                    | Părțile 1-3: 1896 Părțile 4-5: 1898                                                                                               | În vigoare                 | — |
| Louisiana        | Civil Code of the State of Louisiana (Codul civil al statului (SUA) Louisiana)        | 1825 | În vigoare                 | — |
| Mesopotamia      | Codul lui Hammurabi                                                                   | ca. 1780 î.Chr. | Abolit                     | — |
| Țările de Jos    | Burgerlijk Wetboek Codul civil olandez                                                | 1838 | În vigoare                 | Ultima revizie importantă: 1992 |
| Filipine         | Codul civil filipinez                                                                 | 1950 | În vigoare                 | Înlocuiește Codul civil spaniol, în vigoare între 1889–1949                                                                                 |
| Polonia          | Kodeks cywilny [Codul civil polonez]                                                  | 1964 | În vigoare                 | — |
| Portugalia       | Código Civil [Codul civil portughez]                                                  | 1966 | În vigoare                 | — |
| Regatul Prusiei  | Allgemeines Landrecht [Legea generală a țării, codul civil prusac]                    | 1794 | Abolit                     | Codul civil prusac era extrem de greoi și conținea 1100 de secțiuni                                                                         |
| Provincia Québec | Codul civil al Canadei de sud a fost abrogat și înlocuit cu Codul civil al Quebecului | Codul civil al Canadei de sud: 1865 Codul civil al Quebecului: 1994                                                               | În vigoare                 | — |
| Serbia           | Грађански законик [Codul civil sârb]                                                  | 1844 | În vigoare                 | Elaborat de Jovan Hadžić |
| Spania           | Código Civil [Codul civil spaniol]                                                    | 1889 | În vigoare                 | — |
| Tailanda         | „Codul civil și comercial”                                                            | Cărțile 1-2: 1923 (promulgare), în vigoare din 1925 Cartea a III-a: 1925 Cartea a 4-a: 1930 Cartea a 5-a: 1935 Cartea a 6-a: 1935 | În vigoare                 | — |
| Ucraina          | Codul civil al Ucrainei                                                               | 2004 | În vigoare                 | — |